# Chengguan, Liangdang
Chengguan är en köping i nordvästra Kina. Den ligger i Liangdang härad i staden Longnan i provinsen Gansu, omkring 330 kilometer sydost om provinshuvudstaden Lanzhou. Antalet invånare är 45 398. Befolkningen består av 21 274 kvinnor och 24 124 män. Barn under 15 år utgör 13,0 %, vuxna 15-64 år 76 %, och äldre över 65 år 10,0 %.